# Disulfur de tungstè
El disulfur de tungstè és un compost químic inorgànic compost per tungstè i sofre amb la fórmula química WS₂. Aquest compost forma part del grup de materials anomenats dicalcogenurs de metalls de transició. Es presenta de manera natural com el mineral rar tungstenita. Aquest material és un component de certs catalitzadors utilitzats per a la hidrodesulfuració i la hidrodenitrificació.

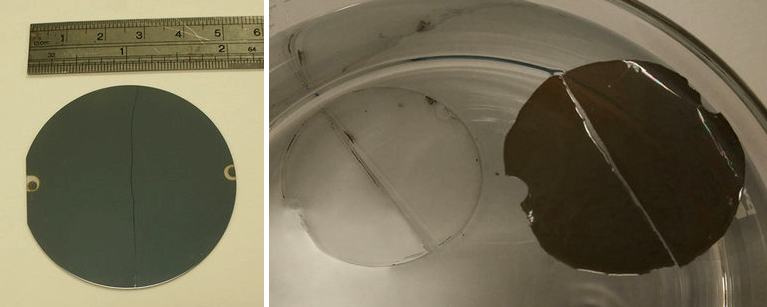

WS₂ adopta una estructura en capes similar, o isotípica amb MoS₂, en canvi amb àtoms W situats en l'esfera de coordinació prismàtica trigonal (en lloc dels àtoms de Mo). A causa d'aquesta estructura en capes, WS ₂ forma nanotubs inorgànics, que es van descobrir després d'escalfar una mostra prima de WS₂ el 1992.
Bulk WS ₂ forma cristalls hexagonals de color gris fosc amb una estructura en capes. Igual que el MoS ₂ estretament relacionat, presenta propietats d'un lubricant sec.
WS ₂ s'utilitza, juntament amb altres materials, com a catalitzador per a l'hidrotractament del petroli cru. En els darrers anys també ha trobat aplicacions com a saturable per a làsers de fibra bloquejats de manera passiva, donant com a resultat polsos de femtosegons.
El disulfur de tungstè lamel·lar s'utilitza com a lubricant sec per a elements de fixació, coixinets i motlles, a més de tenir un ús important en indústries aeroespacials i militars. WS ₂ es pot aplicar a una superfície metàl·lica sense aglutinants ni curat, mitjançant un impacte d'aire d'alta velocitat. L'estàndard oficial més recent per a aquest procés es troba a l'especificació SAE International AMS2530A.
Taiwan Semiconductor Manufacturing Company (TSMC) està investigant l'ús de WS
2 com a material de canal en transistors d'efecte de camp. El material d'aproximadament 6 capes de gruix es crea mitjançant la deposició química de vapor (CVD).